# Heppsora
Heppsora is een geslacht van korstmossen behorend tot de familie Ramalinaceae. De typesoort is Heppsora indica.

## Soorten
Volgens Index Fungorum bevat het geslacht twee soorten (peildatum december 2021):
| Soortnaam        | Auteur(s)                   | Publicatiejaar |
| ---------------- | --------------------------- | -------------- |
| Heppsora bullata | (Müll. Arg.) Lumbsch & Mies | 2004           |
| Heppsora indica  | D.D. Awasthi & Kr.P. Singh  | 1977           |